# Castillo de Ekebyholm

Mapa de Ekebyholm, c. 1700.

Ekebyholm es una mansión tipo castillo localizada sobre el lago Syningen en la parroquia de Rimbo en el municipio de Norrtälje, en el condado de Estocolmo, Suecia. En 1932, una escuela adventista compró Ekebyholm. Actualmente la Ekebyholmsskolan se sitúa en el lugar.

## Historia
Ekebyholm en Rimbo (actualmente una parte de Norrtälje) fue adjuntado con la finca de Mörby, propiedad de la familia de origen pomerano de Slaveka.
Bengt Gabrielson (Oxenstierna) af Mörby (f. 1591) adquirió las fincas de Mörby y Ekebyholm que fueron separadas con Mörby pasando a su hijo mayor Gabriel Bengtsson Oxenstierna (1586-1656) y Ekebyholm pasando al hijo menor, el hijo póstumo Bengt Bengtson Oxenstierna (1591-1643) quien fue el primero en hacer construir una mansión en Ekebyholm.

### Lista de propietarios
- Johannes Claussen Slaveka af Steninge y Mörby (f. 1485)
- Mereta Johansdotter Slaveka (f.1532) y su marido Bengt Kristiernson (Oxenstierna) (f. 1495)
- Kristiern Bengtsson (Oxenstierna) (ejeutado el 8 de noviembre de 1520)
- Barón Gabriel Kristiernsson (Oxenstierna) (c. 1508-1585)
- Barón Bengt Gabrielson (Oxenstierna) af Mörby (c. 1550-1591)
- Barón Bengt Bengtson (Oxenstierna) (1591-1643) y su esposa Margareta Brahe (1559-1638) hicieron construir una mansión en Ekebyholm
- Baronesa Sigrid Bengtsdotter (Oxenstierna) (1590-1644) y su marido, el barón Claes Horn (1587-1651)
- Mariscal de Campo, barón Bengt Claesson Horn (1623-1678)
- Brigadier, barón Christer Horn (c. 1655-1740) y sus hermanos
- Conde Arvid Horn, Premier de Suecia (1664-1742), adquirió la finca en 1724[4]
- Conde Adam Horn (1717-1778) y sus hermanos
- Katriina Ebba Horn (1720-1781) adquirió Ekebyholm en 1746
- Conde Gustaf Adolf Horn af Åminne (1721-1793)
- Conde Gustaf Adolf Horn (1754-1816) y su hermano el conde Klaus Gustafsson Horn (1755-1823)
- Barón Karl Gabriel (Oxenstierna) adquirió Ekebyholm en 1828